# Xylophanes aglaor
Xylophanes aglaor är en fjärilsart som beskrevs av Jean Baptiste Boisduval 1875. Xylophanes aglaor ingår i släktet Xylophanes och familjen svärmare. Inga underarter finns listade i Catalogue of Life.

## Beskrivning

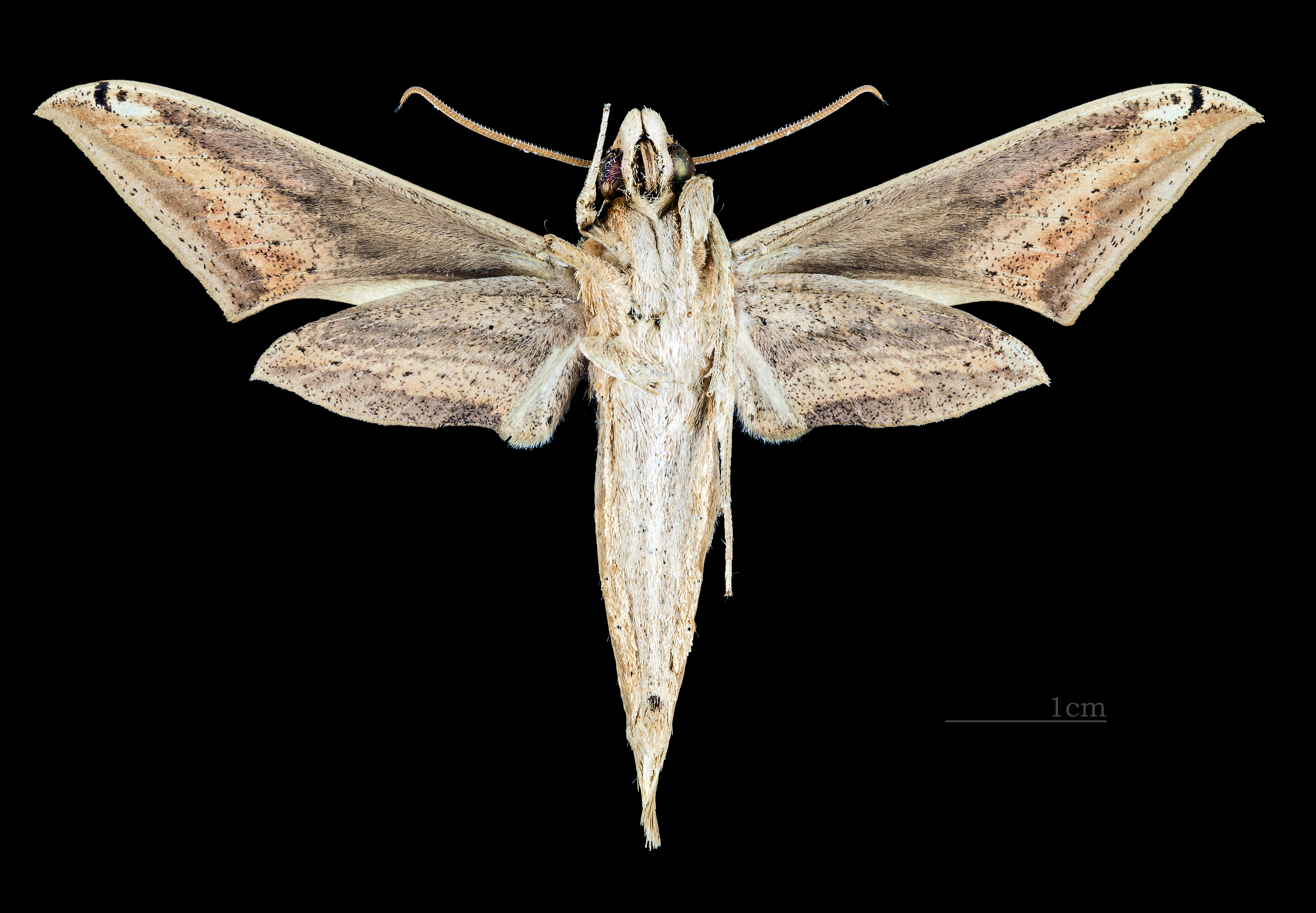
Xylophanes aglaor   ♂ △
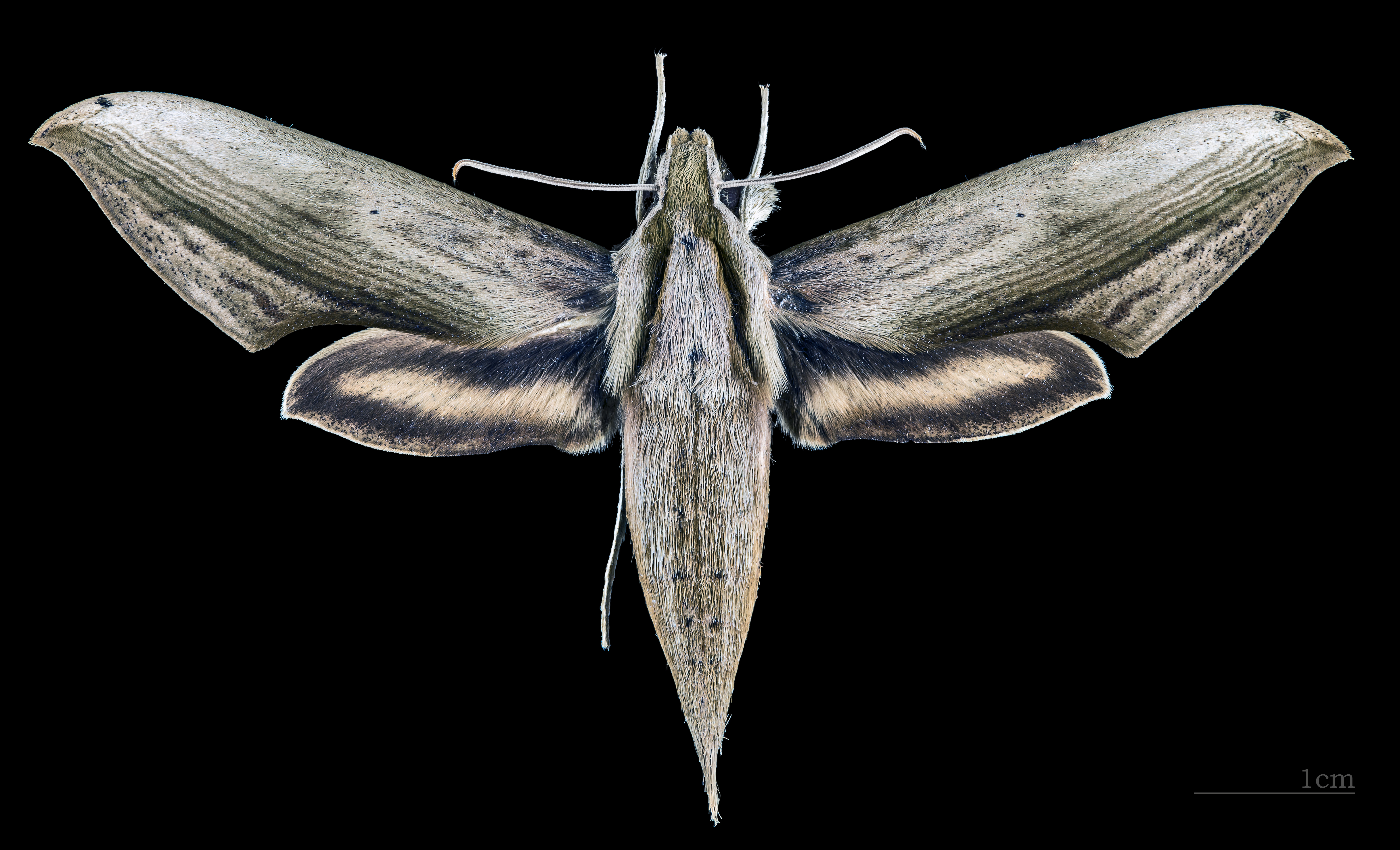
Xylophanes aglaor   ♀
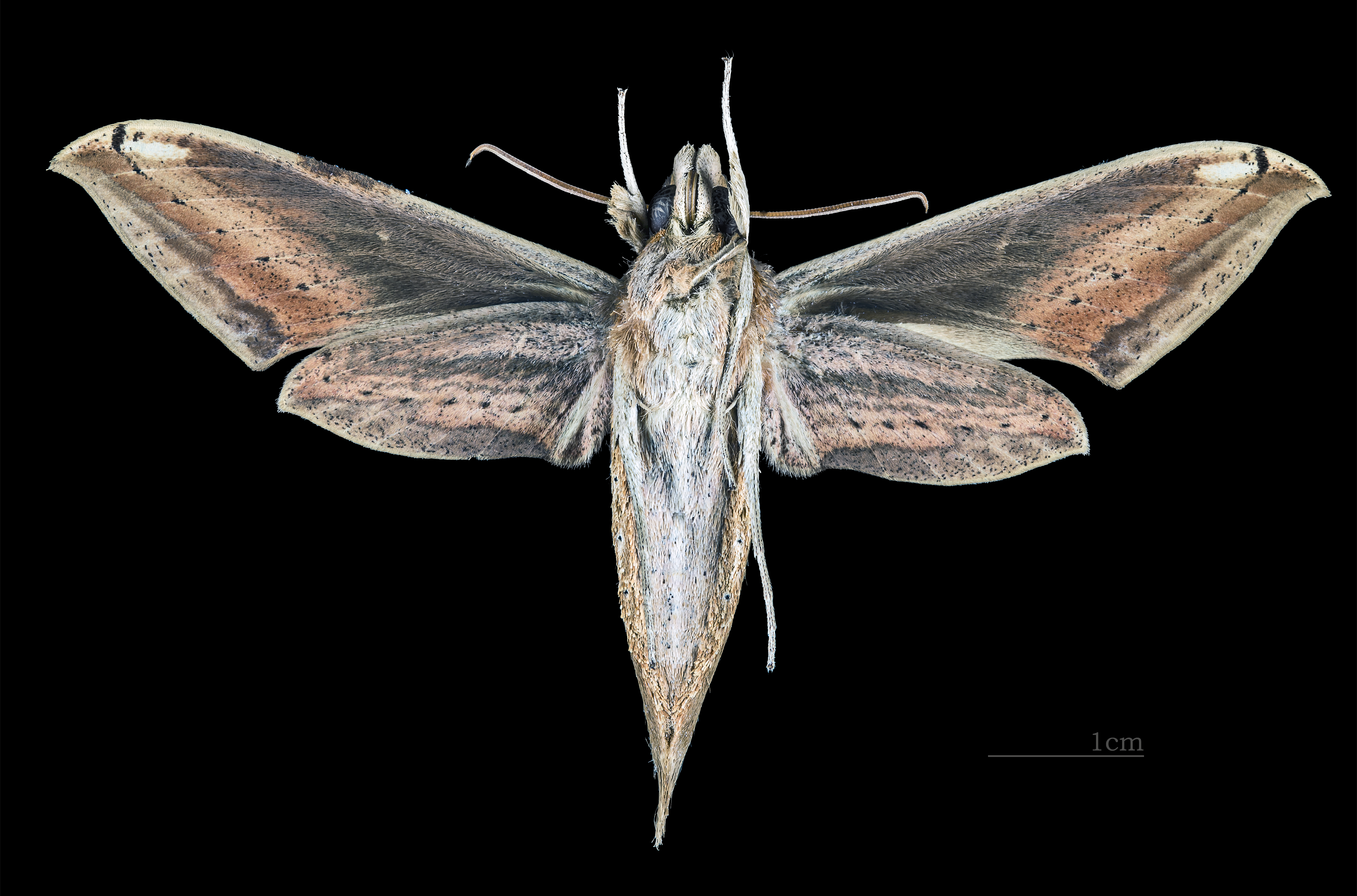
Xylophanes aglaor   ♀ △